# Българска православна църква – Българска патриаршия
Българската православна църква – Българска патриаршия е автокефална поместна източноправославна църква. Признатият ѝ през 927 г. ранг на патриаршия я прави първата патриаршия след античните в Рим, Константинопол, Александрия, Антиохия и Йерусалим и най-старата народностна църква в Европа.

## История
Самоуправляващата се Българска православна църква – Българска патриаршия е правоприемник на Плисковската архиепископия, Преславската патриаршия, Охридската архиепископия, Търновската патриаршия и Българската екзархия.
През 2013 г. Българската православна църква е номинирана за Нобелова награда за мир заради ролята си в спасяването на българските евреи по време на Втората световна война, ставайки така първата религиозна институция с подобна номинация.

## Устройство
Според Устава ѝ: „Българската православна църква – Българска Патриаршия е неотделим член на Едната Света, Съборна и Апостолска Църква, която има за свой вечен и непреходен Глава Самия неин Божествен Основател, нашия Господ Иисус Христос и се направлява от живеещия в нея Свети Дух.“

Основа на устройството и управлението на Българската православна църква – Българска патриаршия са: Свещеното писание, Свещеното предание, Правилата на светите Апостоли, свещените канони на вселенските и поместните събори, учението на светите Отци и Уставът.

Върховен ръководен орган на Българската православна църква – Българска патриаршия е Светият синод със седалище в град София, който се състои от българския патриарх и епархийските митрополити.

Патриаршеската катедрала „Св. Александър Невски“ има статут на ставропигиален храм.

### Епархии
Всяка епархия на Българската православна църква се управлява от своя архиерей, който носи титлата митрополит.
| №   | Име                          | Седалище       | Духовни околии                                                                                 | Митрополит | От дата             | Забележка           |
| --- | ---------------------------- | -------------- | ---------------------------------------------------------------------------------------------- | ---------- | ------------------- | ------------------- |
| 1.  | Софийска                     | София          | София, Самоков, Ихтиман, Дупница, Радомир, Кюстендил, Трън, Годеч                              | Даниил     | 30 юни 2024 г.      | от видински м.      |
| 2.  | Видинска                     | Видин          | Видин, Лом, Берковица, Кула, Белоградчик                                                       | Пахомий    | 9 февруари 2025 г.  | от браницки е.      |
| 3.  | Варненска и Великопреславска | Варна          | Варна, Шумен, Добрич, Провадия, Търговище                                                      | Йоан       | 22 декември 2013 г. | от знеполски е.     |
| 4.  | Врачанска                    | Враца          | Враца, Бяла Слатина, Оряхово                                                                   | Григорий   | 12 март 2017 г.     | от браницки е.      |
| 5.  | Плевенска                    | Плевен         | Плевен, Луковит                                                                                | Игнатий    | 1 октомври 1998 г.  | от врачански м.     |
| 6.  | Русенска                     | Русе           | Русе, Разград, Попово, Тутракан                                                                | Наум       | 23 март 2014 г.     | от стобийски е.     |
| 7.  | Ловчанска                    | Ловеч          | Ловеч, Пирдоп, Ботевград, Тетевен, Троян                                                       | Гавриил    | 21 януари 2001 г.   | от макариополски е. |
| 8.  | Неврокопска                  | Гоце Делчев    | Гоце Делчев, Благоевград, Разлог, Сандански, Петрич                                            | Серафим    | 19 януари 2014 г.   | от мелнишки е.      |
| 9.  | Пловдивска                   | Пловдив        | Пловдив, Пазарджик, Асеновград, Хасково, Карлово, Панагюрище, Пещера, Смолян, Ивайловград      | Николай    | 11 февруари 2007 г. | от знеполски е.     |
| 10. | Сливенска                    | Сливен         | Сливен, Бургас, Ямбол, Карнобат, Елхово, Котел, Малко Търново                                  | Арсений    | 26 май 2024 г.      | от знеполски е.     |
| 11. | Старозагорска                | Стара Загора   | Стара Загора, Казанлък, Чирпан, Нова Загора, Свиленград, Харманли                              | Киприан    | 11 декември 2016 г. | от траянополски е.  |
| 12. | Великотърновска              | Велико Търново | Велико Търново, Свищов, Горна Оряховица, Габрово, Елена, Севлиево, Никопол, Дряново, Павликени | Григорий   | 27 февруари 1994 г. | от константийски е. |
| 13. | Доростолска                  | Силистра       | Силистра, Тервел, Дулово                                                                       | Яков       | 25 октомври 2020 г. | от константийски е. |
| 14. | В САЩ, Канада и Австралия    | Ню Йорк        | Ню Йорк, Торонто, Мелбърн                                                                      | Йосиф      | 17 април 1986 г.    | от велички е.       |
| 15. | В Западна и Средна Европа    | Берлин         | Берлин, Будапеща, Стокхолм, Лондон, Барселона, Рим                                             | Антоний    | 27 октомври 2013 г. | от константийски е. |

Българската православна църква има и епископи без епархии. Всички те, без Белоградчишки, Знеполски и Смоленски, носят титули на древнопросияли епархии по българските земи. Тези епископи служат като викарни епископи на някой от митрополитите или на патриарха, игумени на манастири или заемат различни длъжности в администрацията на Българската православна църква.
| №   | Название       | Старо/Номинално седалище | Титулярен епископ | Последен титулярен епископ | Години                                     | Забележка                  |
| --- | -------------- | ------------------------ | ----------------- | -------------------------- | ------------------------------------------ | -------------------------- |
| 1.  | Агатоникийска  | Агатоникия               | Борис             |                            | 22 март 2008 г.                            |                            |
| 2.  | Агатополска    | Агатопол                 | Йеротей           |                            | 1 октомври 2014 г.                         |                            |
| 3.  | Адрианополска  | Адрианопол               | Евлогий           |                            | 18 октомври 1998 г.                        |                            |
| 4.  | Белоградчишка  | Белоградчик              | Поликарп          |                            | 27 юли 2014 г.                             |                            |
| 5.  | Браницка       | Браничево                | Йоан              |                            | 1 юли 2025 г.                              |                            |
| 6.  | Брегалнишка    | Щип                      | вакантна          | Панарет                    | 6 декември 1925 г. – 12 февруари 1944 г. † |                            |
| 7.  | Велбъждска     | Кюстендил                | Исаак             |                            | 10 юни 2023 г.                             |                            |
| 8.  | Величка        | Велика                   | Сионий            |                            | 24 март 2007 г.                            |                            |
| 9.  | Главиницка     | Главиница                | Макарий           |                            | 26 юни 2022 г.                             |                            |
| 10. | Деволска       | Девол                    | вакантна          | Теодосий                   | 5 октомври 1998 г. – 3 януари 2017 г. †    |                            |
| 11. | Драговитийска  | Драговития               | Василий           |                            | 6 юли 2025 г.                              |                            |
| 12. | Знеполска      | Знеполе                  | Мелетий           |                            | 15 септември 2024 г.                       |                            |
| 13. | Константийска  | Константия               | Михаил            |                            | 26 септември 2021 г.                       |                            |
| 14. | Крупнишка      | Крупник                  | Инокентий         |                            | 26 ноември 2012 г.                         |                            |
| 15. | Левкийска      | Левки                    | Климент           |                            | 15 декември 2024 г.                        |                            |
| 16. | Макариополска  | Макариопол               | вакантна          | Гавриил                    | 19 октомври 1998 г. – 21 януари 2001 г.    | в ловчански м.             |
| 17. | Маркианополска | Маркианопол              | Богослов          |                            | 22 декември 2024 г.                        |                            |
| 18. | Мелнишка       | Мелник                   | Герасим           |                            | 18 декември 2016 г.                        |                            |
| 19. | Месемврийска   | Месемврия                | Яков              |                            | 1 октомври 1998 г.                         |                            |
| 20. | Моравска       | Моровиск                 | вакантна          | Борис                      | 5 август 1910 г. – 10 декември 1910 г.     | в охридски и преспански м. |
| 21. | Никополска     | Никополис ад Иструм      | Матей             |                            | 27 април 2024 г.                           |                            |
| 22. | Нишавска       | Пирот                    | вакантна          | Иларион                    | 28 декември 1910 г. – 12 август 1950 г. †  |                            |
| 23. | Проватска      | Провадия                 | Игнатий           |                            | 6 април 2008 г.                            |                            |
| 24. | Смоленска      | Смолян                   | Висарион          |                            | 21 февруари 2021 г.                        |                            |
| 25. | Стобийска      | Стоби                    | вакантна          | Наум                       | 17 март 2007 г. – 23 март 2014 г.          | в русенски м.              |
| 26. | Тивериополска  | Тивериопол               | Тихон             |                            | 6 юли 2003 г.                              |                            |
| 27. | Траянополска   | Траянопол                | вакантна          | Киприан                    | 3 март 2008 г. – 11 декември 2016 г.       | в старозагорски м.         |

За православните българи в Цариград има българско църковно наместничество, пряко подчинено на Светия синод. Също така пряко подчинена на Светия синод е и Българската православна църковна община в Букурещ, Румъния.

## Духовенство и църковнослужители

### Богослужебни степени
Богослужение в БПЦ могат да извършват само лица от мъжки пол, специално подготвени, избрани и ръкоположени в съответната степен. Православната църква признава три степени на свещенослужение:
1. епископска;
2. презвитерска;
3. дяконска.

Дванадесетте апостоли са първите епископи, избрани и изпратени лично от Иисус Христос да проповядват и да кръщават – И тъй, идете, научете всички народи, като ги кръщавате в името на Отца и Сина и Светаго Духа (Мат. 28:19). Те от своя страна ръкоположили други лица за епископи, презвитери и дякони – Тогава възлагаха върху им ръце, и те приемаха Духа Светаго. (Деян. 8:17)
Епископът е най-висшата степен в църковната йерархия. Той има канонично право да извършва самостоятелно всички тайнства и треби. За епископи се избират само монаси. Епископът се ръкополага най-малко от двама архиереи. Епископите в БПЦ са:
- митрополити (владици) – архиереи, които обладават върховната власт в управлението на определена епархия. Съветът от всички 15 митрополити на БПЦ се нарича Свети синод – върховното управление на БПЦ. Четирима митрополити, избрани за срок от четири години, образуват постоянно присъствие или т. нар. „намален състав“ на Светия синод. Председател на Светия синод е Патриархът, а в негово отсъствие или при вдовство на Патриаршеския престол – наместник на патриарха, който обикновено е старшият митрополит;
- епископи без епархия – заемат висши длъжности по управлението в Църквата, в повечето случаи като викарии (помощници) на митрополитите.

Свещеникът (презвитерът, йереят) получава своя сан чрез епископско ръкоположение. Свещеникът извършва самостоятелно повечето от тайнствата и требите. Той не може да извършва само тайнството свещенство, както и да освещава храмове, антиминси и миро. Свещеник, който се отличи с примерен живот и служение, получава за награда офикията (отличието) протойерей, т.е. старши свещеник. Отличилите се протоиереи могат да бъдат възведени в икономи. На някои свещеноикономи за отличие се дава и нагръден кръст, с който придобиват офикията ставрофорен иконом. Иконом, който е проявил особено похвална служба, става протопрезвитер.
Дяконът не може да извършва самостоятелно нито една служба. Той е само помощник на архиерея и свещеника в богослужението. Проявилите усърдие в службата и живота си дякони могат да бъдат отличени със званието протодякони, т.е. първи или старши дякони.

### Духовенство
В БПЦ има два вида духовенство – бяло духовенство и монашеско (черно) духовенство.
Бялото духовенство се състои от дякони и свещеници, които не са дали обет за безбрачие и живеят в законен църковен брак.
Преди ръкоположението БПЦ изисква от съпругите на кандидатите да подпишат нотариално заверена декларация, че са съгласни съпругът им да бъде ръкоположен за дякон и свещеник и ще го последват там, където длъжността му като свещенослужител го задължава да живее.
Монашеското (черното) духовенство се състои от монаси – хора, които не състоят в граждански и църковен брак, като дават обет за девство, нестяжение и послушание. Дяконите-монаси се наричат йеродякони, т.е. свещенодякони. Йеродяконите могат да получат отличие архидякони, т.е. началници на дяконите. Свещеникът-монах се нарича йеромонах (свещеномонах). За примерен живот и усърдно служение йеромонахът получава офикия архимандрит, т.е. началник на монашеско общежитие. Някога архимандрити са се наричали игумените на по-големите манастири. Днес те могат да заемат и различни длъжности в църковната администрация.
| духовенство  | сан                   | обръщение                    | обръщение          |
| ------------ | --------------------- | ---------------------------- | ------------------ |
| духовенство  | сан                   | официално                    | неофициално        |
| монашеско    | Патриарх български    | Негово светейшество          | Владико            |
| монашеско    | Екзарх                | Негово блаженство            | Владико            |
| монашеско    | Митрополит            | Негово високопреосвещенство  | Владико            |
| монашеско    | Архиепископ           | Негово високопреосвещенство  | Владико            |
| монашеско    | Епископ               | Негово преосвещенство        | Владико            |
| монашеско    | Архимандрит           | Негово високопреподобие      | Отче               |
| монашеско    | Йеромонах             | Негово всепреподобие         | Отче               |
| монашеско    | Архидякон             | Негово преподобие            | Отец ... (името)   |
| монашеско    | Йеродякон             | Негово преподобие            | Отец ... (името)   |
| монашеско    | Монах                 | Негово преподобие            | Брате              |
| монашеско    | Монахиня              | Нейно преподобие             | Майко, сестро      |
| бяло         | Архиерейски наместник | Негово високоблагоговейнство | Отче               |
| бяло         | Протопрезвитер        | Негово високоблагоговейнство | Отче               |
| бяло         | Иконом                | Негово високоблагоговейнство | Отче               |
| бяло         | Протойерей            | Негово всеблагоговейнство    | Отче               |
| бяло         | Свещеник              | Негово благоговейнство       | Отче               |
| бяло         | Протодякон            | Негово благоговейнство       | „Отец ... (името)“ |
| бяло         | Дякон                 | Негово благоговейнство       | „Отец ... (името)“ |
| бяло и черно | Иподякон              | Негово боголюбие             | „(името)“          |

## Български светци
В църковен календар „Жития на светиите“, издаден от Синодалното издателство в София, като български православни светци изрично са отбелязани 85 лица от български произход. През 1943 година Христо Филаретов публикува „Жития на българските светии“, обхващащо 37 значителни български светци. В църковния календар от 1979 година са отбелязани 57.
Българската църква, както и всички православни църкви, още от ранните си години почита като светци огромно число лица, без оглед на тяхната народност. Съвсем излишен се счита въпросът за техния брой – „Само един Бог знае всичките техни имена“ е мнението на Църквата още от времето на св. Дионисий Ареопагит. Някои светци са по-значими и по-известни, а други – недотам популярни, както в България, така и в други православни страни.
В България, още при владетелите Крум и Омуртаг, са се почитали лица, които отстояват християнското си вероизповедание, например Терапонтий, Васа Солунска, Емилиян Доростолски, Петнадесет тивериополски мъченици, Давид Солунски, Георги Загорски, Петър Мъгленски, Боян-Енравота, княз български и някои други. В началото на култа към определен светец стои най-често неговото кратко или пространно житие. Архиепископ Теофилакт Охридски, който сам е смятан и изобразяван понякога като светец, но най-често се титулова „блажен“, е написал житията на Климент Охридски и на 15-те Тивериополски мъченици върху български, по-късно изгубени текстове. Заслугата за издирването на българските светци принадлежи на отец Паисий Хилендарски, официално канонизиран от патриарх Кирил на 23 декември 1962 година. Паисий пише в „История славяноболгарская“: „Аз претърсих всички светогорски манастири, гдето има стари български книги и царски грамоти, също така и из много места из България, гдето се намират много стари български книги. Не намерих повече писано за българските царе. За някои светии има пространно житие, но тук написах накратко, колкото да събера всички заедно в кратка историйца, за да знаят всички българи колко светци имат от българския род... Тук се написаха 58, толкова се намериха.“ Списъкът на българските светци, който Йордан Иванов дава след Зографската история (Й. Иванов, „Български старини из Македония“, С., 1931, стр. 641 – 642) съдържа 41 имена.
Много са български новомъченици, пострадали от турците в османската епоха. През периода 1453 – 1867 година на Балканския полуостров са известни имената на около 175 новомъченици. Имена и кратки жития на български светци попадат в началото на 19 век в зографските ерминии и в печатните календари. Особено информативна е книгата на Асен Василиев, „Български светци в изобразителното изкуство“ от 1987, както и Христо Попов, „Жития на светиите, почитани от православната църква“ от 1930 година.

### Български печатни календари
Най-подробни сведения за българските печатни календари до Освобождението (13 „вечни“ и 107 „обикновени“) е събрал Никола Ферманджиев в статията си „Възрожденски календари“ (в-к „Антени“, год. IX, бр. 22, 30 май 1938).
- Календар, Будапеща, 1818 (първи печатан български възрожденски календар)
- Христодул Сичан-Николов, Календар, Букурещ 1840
- Константин Огнянович, Редовен календар, Цариград 1842
- Х. Г. Данов, Старопланинче. Календаръ за 1856, наредил Х. Г. Данов (съдържа Кирил и Методий, Иван Рилски и още няколко малко значими светци)
- „Жития на светиите, почитани от Православната църква“ (превод и съставителство – А. Бехметиев и др.)
- Хаджи Димитър Паничков, „Народен календар. Натъкмил един прокуден българин“ (печатница х. Д. Паничков), Браила, 1869 (47 български светци)
- Стоян Маринов, Календар, Търново, 1878 (последен възрожденски календар)
- Йордан Иванов, „Български старини из Македония“, С. 1931, с. 641 – 642 (списък на 41 имена по Историята на Паисий Хилендарски)
- Хр. Филаретов, „Жития на българските светци“, 1943
- Рачко Попов, „Български народен календар“ (изд. „Свят. Наука“), С. 1997
- Православен календар, С. 1957 (57 български светци)
- „Жития на светиите“ Архив на оригинала от 2005-05-26 в Wayback Machine.. Синодално издателство, С. 1991.

## Официални издания
Официалният издателски орган на Българската православна църква от 1897 година е „Синодално издателство“. Официалният периодичен печатен орган на издателството на Светия Синод на БПЦ-Българска патриаршия е „Църковен вестник“. Основан е с решение на Светия синод на БПЦ от 5 февруари 1900 г. (Протокол № 2). Първият брой излиза на 7 април 1900 година, отпечатан в печатницата на Христо Г. Бъчеваров в София. На първата му страница е публикувана уводна статия под заглавие „Наместо програма", в която подробно се разглежда целта на синодалния орган.

## Празници
Празничните богослужения в манастирите на БПЦ-БП се извършват според Йерусалимския типик. Богослужението в енорийските храмове на БПЦ-БП се извършва според Синодалния типик на БПЦ от 1980 г., който се основава на издадения от Светия синод типик през 1890 година, съобразен с Цариградския патриаршески типик от 1969 г.

## Манастири
- Списък с манастири на Българската православна църква